# San Nicolás Buenavista, La Trinitaria
San Nicolás Buenavista är en ort i Mexiko.   Den ligger i kommunen La Trinitaria och delstaten Chiapas, i den sydöstra delen av landet, 900 km öster om huvudstaden Mexico City. San Nicolás Buenavista ligger 1 553 meter över havet och antalet invånare är 379.
Terrängen runt San Nicolás Buenavista är kuperad åt nordost, men åt sydväst är den platt. Runt San Nicolás Buenavista är det ganska glesbefolkat, med 43 invånare per kvadratkilometer. Närmaste större samhälle är San Isidro el Zapotal, 8,9 km öster om San Nicolás Buenavista. I omgivningarna runt San Nicolás Buenavista växer i huvudsak städsegrön lövskog.